# Happyland (ep)
Happyland is de eerste ep van de Nederlandse rapper Jacin Trill. De ep werd op 22 september 2017 uitgebracht onder het label Artsounds. De ep is volledig geproduceerd door 808milli. Er staan geen gastoptredens op de tape.

## Tracklist
| Nr. | Titel           | Duur |
| --- | --------------- | ---- |
| 1.  | heppielend      | 1:08 |
| 2.  | Kspreyopjebytch | 2:06 |
| 3.  | voorjemeit      | 2:19 |
| 4.  | rozeswoesh      | 1:59 |
| 5.  | kandycush       | 1:22 |
| 6.  | 2staertjes      | 1:52 |
| 7.  | opdegrem        | 1:55 |
| 8.  | tryckortreat    | 2:18 |
| 9.  | vngogh          | 2:14 |
| 10. | fukn9tot5       | 2:05 |
| 11. | marlie          | 0:54 |